# Maria Vachon-Turini
Pour les articles homonymes, voir Vachon et Turini.
 (mai 2025).
Motif : Bandeau à sourcer depuis 2008. À la date du 3 mai 2025, aucune source de nature à montrer la notoriété de cette photographe.
- Archive Wikiwix
- Bing
- Cairn
- DuckDuckGo
- E. Universalis
- Gallica
- Google
- G. Books
- G. News
- G. Scholar
- Persée
- Qwant
- (zh) Baidu
- (ru) Yandex
- (wd) trouver des œuvres sur Wikidata

| 1. | Préciser le motif de la pose du bandeau. | Précisez le motif de la pose du bandeau en utilisant la syntaxe suivante : {{admissibilité à vérifier\|date=août 2025\|motif=remplacez ce texte par le motif}}                           |
| 2. | Informer les utilisateurs concernés.     | Pensez à avertir le créateur de l'article, par exemple, en insérant le code ci-dessous sur sa page de discussion : {{subst:avertissement admissibilité à vérifier\|Maria Vachon-Turini}} |

 (octobre 2008).
Si vous disposez d'ouvrages ou d'articles de référence ou si vous connaissez des sites web de qualité traitant du thème abordé ici, merci de compléter l'article en donnant les références utiles à sa vérifiabilité et en les liant à la section « Notes et références ».
 (janvier 2015).
Maria Vachon-Turini, née le 31 octobre 1914 à Sessa en Suisse, au Tessin, morte le 6 septembre 2008 à Paris 16e, est une photographe franco-suisse qui a pris une part active à la Résistance française.

## Biographie
Maria Vachon-Turini est née en 1914 en Suisse, au Tessin, un canton italophone auquel elle est toujours restée attachée, alors même qu'elle a vécu la plus grande partie de sa vie à Paris. Son père possédait des champs à Vanves qui deviendront plus tard, le bâtiment V du Parc des Expositions. Ayant perdu la nationalité suisse lors de son premier mariage, elle patienta longtemps et, dès que la loi le lui permit, fit toutes les démarches nécessaires pour la récupérer.
Lors de ses débuts professionnels, elle dirigea une entreprise d'édition de livres d'art, activité qui lui permit de développer son goût pour l'art et pour le travail soigné et de qualité. Des incursions dans le monde de la mode pendant les Années Folles, lui ont permis de rencontrer entre autres Coco Chanel. 
Pendant la Seconde Guerre mondiale, elle intégra la Résistance et mit notamment à profit ses déplacements professionnels en province pour y faire passer des courriers clandestins. Deux de ses oncles étaient engagés dans le maquis et elle les rejoignit à plusieurs occasions. Les événements vécus à cette période l'ont beaucoup marquée et elle était régulièrement tourmentée par des scènes difficilement supportables, auxquelles elle avait été confrontée à cette époque. Spécialiste des transmissions, son nom de résistante était “Maria l'écouteuse” et, dans son réseau, elle était souvent en contact téléphonique avec un certain ”Corsaire”, nom de code de son futur époux, Henri Vachon. Ce n'est qu'à la fin de la guerre qu'ils purent réellement faire connaissance; ils ne tardèrent pas à se marier.
Dès lors, Maria assista son mari, Henri Vachon, dans son travail de photographe professionnel, s'initiant aux techniques de développement et passant notamment des heures au volant de bolides à travers toute la France et à l'étranger, pour l'emmener sur les circuits automobiles. En parallèle, passionnée par les belles choses, elle mena une longue carrière d'antiquaire et acquit une grande expertise en matière d'art. Maria et Henri ont eu l’intelligence, l’œil, et sans doute la chance d’être en mesure d’assembler une collection éclectique, achetant très tôt, mêlant icônes, tableaux et pièces atypiques. Ils vivaient tous deux dans leur collection, ne l’entreposant pas au garde-meubles, ils en jouissent sans vergogne éblouissant leurs visiteurs.
Toutes ces activités lui permirent de rencontrer et de côtoyer au quotidien de nombreuses personnalités très connues, provenant de tous les horizons. Elle n'en faisait cependant pas cas et en parlait avec simplicité.
Née avec  une  constitution relativement fragile, Maria Vachon a su, par sa volonté et sa persévérance, se fortifier et relever de grands défis. Très sportive, elle pratiquait l'aviron et fit l'ascension à peau de phoque d'une dizaine de sommets de 4 000 mètres en Autriche.
Lorsque son mari est tombé malade (maladie d'Alzheimer), elle a voulu le soigner elle-même, envers et contre tous, lui a consacré toute son énergie et l'a gardé à la maison jusqu'à la fin, alors qu'elle avait déjà près de 80 ans.
Sensible aux inégalités, elle a consacré les dernières années de sa vie à l'élaboration d'un beau projet de fondation, destiné à soutenir et promouvoir l'alphabétisation des enfants démunis du tiers-monde, grâce à la mise en valeur du patrimoine photographique constitué par son mari (Plus de 700 000 clichés photographiques originaux). Cet objectif prioritaire pour elle, a mobilisé toute son énergie jusqu'à la limite de ses forces.